# Eishockey in Haßfurt
Eishockey wurde in Haßfurt am Main zwischen 1983 und 2004 beim ERC Haßfurt betrieben, der zudem weitere Abteilungen für Eis- und Rollsportarten unterhielt. Im Dezember 2004 wurde der ERC aufgelöst. Der aktuelle am Spielbetrieb teilnehmende Verein ist der Dezember 2004 gegründete ESC Haßfurt.

## ERC Haßfurt bis 2004
Der Eis- und Rollsportclub Haßfurt wurde 1983 gegründet. Die Herren-Eishockeymannschaft des Vereins nahm 1991 das erste Mal an der Qualifikation zur Regionalliga teil, schaffte aber erst im folgenden Jahr den Aufstieg in die vierte Spielklasse. Am Ende der Saison 1992/93 stieg der ERC wieder aus der Regionalliga in die Bayernliga ab.
Im Sommer 1995 rückte der ERC Haßfurt für die, auf einen Aufstieg aus finanziellen Gründen verzichtenden, Wanderers Germering  aus der Bayernliga in die damals drittklassige 2. Liga Süd nach. 1998 wurde der Verein mit der Wiedereinführung der 2. Eishockey-Bundesliga in die 1. Liga eingeteilt, die 1999 wieder den alten Namen Oberliga bekam. In dieser belegte der ERC häufig hintere Plätze, konnte den Abstieg aber jeweils vermeiden. Lediglich einmal erreichten die Sharks das Playoff-Halbfinale, als sie in der Saison 2002/03 an den Dresdner Eislöwen mit 0:2 scheiterten.
Nachdem Anfang November 2004 der Insolvenzantrag für den Verein gestellt werden musste, wurde am 18. November 2004 der Spielbetrieb der Haßfurt Sharks in der Oberliga Süd 2004/05 und nach Ablehnung des Insolvenzverfahrens durch das Amtsgericht Bamberg am 10. Dezember 2004 auch der für die Amateur- und Nachwuchsmannschaften eingestellt.
| Saisondaten 1983 bis 2005 | Saisondaten 1983 bis 2005 | Saisondaten 1983 bis 2005 | Saisondaten 1983 bis 2005 | Saisondaten 1983 bis 2005 | Saisondaten 1983 bis 2005 | Saisondaten 1983 bis 2005 | Saisondaten 1983 bis 2005 | Saisondaten 1983 bis 2005 |
| Saison                    | Verein                    | Liga                      | Klasse                    | Gruppe                    | Platzierung               | PO                        | PD                        | Endplatzierung            |
| ------------------------- | ------------------------- | ------------------------- | ------------------------- | ------------------------- | ------------------------- | ------------------------- | ------------------------- | ------------------------- |
| 1983/84                   | ERC                       | Landesliga                | V I                       | Nord                      |                           |                           |                           |                           |
| 1984/85                   | ERC                       | Landesliga                | V I                       | Nord                      | 3. Platz                  |                           |                           | –                         |
| 1985/86                   | ERC                       | Landesliga                | V I                       | Nord                      | 7. Platz                  |                           |                           | –                         |
| 1986/87                   | ERC                       | Landesliga                | V I                       | Nord                      | 4. Platz                  |                           |                           | –                         |
| 1987/88                   | ERC                       | Landesliga                | V I                       | Nord                      | 8. Platz                  |                           |                           | –                         |
| 1988/89                   | ERC                       | Landesliga                | V I                       | Nord                      | 4. Platz                  | X                         |                           | 13. Platz                 |
| 1989/90                   | ERC                       | Landesliga                | V I                       | Nord                      | Meister                   | BLL                       |                           | Meister ↑                 |
| 1990/91                   | ERC                       | Bayernliga                | V                         | Gr. II                    | 4. Platz                  | RL                        |                           | 4. Gruppe B               |
| 1991/92                   | ERC                       | Bayernliga                | V                         | Gr. I                     | Meister                   | X                         |                           | Vizemeister ↑             |
| 1992/93                   | ERC                       | Regionalliga              | I V                       | Süd                       | 16. Platz                 |                           | X                         | 5. Platz ↓                |
| 1993/94                   | ERC                       | Bayernliga                | V                         | Gr. I                     | Meister                   | X                         |                           | Vizemeister ↑             |
| 1994/95                   | ERC                       | Regionalliga              | I V                       | BYL                       | 8. Platz                  | X                         |                           | Vizemeister ↑             |
| 1995/96                   | ERC                       | 2. Liga                   | I I I                     | Süd                       | 13. Platz                 | X                         |                           | Achtelfinale              |
| 1996/97                   | ERC                       | 2. Liga                   | I I I                     | Süd                       | 6. Platz                  | X                         |                           | Viertelfinale             |
| 1997/98                   | ERC                       | 2. Liga                   | I I I                     | Süd                       | 15. Platz                 |                           | X                         | 9. Platz                  |
| 1998/99                   | ERC                       | 1. Liga                   | I I I                     | Süd                       | 9. Platz                  |                           | X                         | 2. Platz                  |
| 1999/00                   | ERC                       | Oberliga                  | I I I                     | Süd                       | 11. Platz                 |                           | X                         | 3. Platz ↓                |
| 2000/01                   | ERC                       | Oberliga                  | I I I                     | Süd                       | 9. Platz                  |                           | X                         | 1. Runde                  |
| 2001/02                   | ERC                       | Oberliga                  | I I I                     | –                         | 13. Platz                 |                           | X                         | 1. Gruppe I               |
| 2002/03                   | ERC                       | Oberliga                  | I I I                     | Süd/Ost                   | 5. Platz                  | OL                        |                           | Halbfinale                |
| 2003/04                   | ERC                       | Oberliga                  | I I I                     | Nord/Ost                  | 9. Platz                  |                           | X                         | 6. Platz                  |
| 2004/05                   | ERC                       | Oberliga                  | I I I                     | Nord/Ost                  | –                         |                           |                           | Insolvenz ↓               |

Quelle: passionhockey.com, rodi-db.de Auf-/Abstieg ↑ ↓

## ESC Haßfurt ab 2004
Als Nachfolger wurde am 22. Dezember 2004 der ESC Haßfurt (Eissportclub Haßfurt e. V.) gegründet, der mit der Saison 2005/06 den Spielbetrieb aufnahm.
Die Herrenmannschaft Haßfurt Hawks nahm an der sechstklassigen Bezirksliga Bayern teil.
Der ESC konnte mit dem 2. Platz in der Gruppe Nord das geplante Saisonziel des Aufstiegs, dank des Rückzugs der Mannschaft des TuS Geretsried aus der Bayerischen Eishockey-Liga und des Nachrückens des ERV Schweinfurt in die Bayernliga erreichen.
In der Saison 2006/07 erreichten die Haßfurt Hawks in der Landesliga Bayern Nord, als Aufsteiger den zweiten Tabellenplatz. In der anschließenden Aufstiegsrunde zur Bayernliga musste sich die Mannschaft lediglich den Wanderers Germering geschlagen geben. In der darauf folgenden Saison 2007/08 sowie in der Saison 2009/10 belegte der ESC Hassfurt ebenfalls den zweiten Platz nach der Hauptrunde. Auch sonst war die Mannschaft in diesen Jahren immer im Kampf um die Aufstiegsrundenplätze beteiligt und immer in der oberen Tabellenhälfte zu finden.
In den folgenden Spielzeiten scheiterten die Hawks noch mehrmals knapp am Aufstieg in die Bayernliga.
Dieser gelang dann in der Saison 2012/13 eher unerwartet. Aufgrund des Aufstiegsverzichtes des Erstplatzierten EV Dingolfing rückten die Hawks als Dritter in die Aufstiegsrunde nach. Hier bezwang der ESC Haßfurt im Halbfinale den Tabellenzweiten der Landesliga Süd/West, die EA Schongau nach einer 5:7-Hinspielniederlage vor eigenem Publikum mit 5:2 und stieg somit erstmals in der Vereinsgeschichte in die Bayernliga auf. Im Finale traf man auf Mitaufsteiger Mitterteich, wo Haßfurt ebenfalls die Oberhand behielt und die Saison somit als „Aufstiegsrunden-Meister“ beendete.
In der folgenden Spielzeit zeigte sich früh, dass man trotz verstärktem Kader in der Bayernliga nicht mithalten kann. So stand nach der Hauptrunde mit neun Punkten der 16. und damit letzte Platz zu Buche. Entsprechend blieb auch der erhoffte Zuschauerzuspruch aus. Trotz verbesserter Leistungen in der Abstiegsrunde konnte die Rückkehr in die Landesliga Nord/Ost nach nur einem Jahr nicht mehr abgewendet werden.
Zur Saison 2014/15 verließen viele Leistungsträger aus der Bayernligasaison den Verein. Vor allem mit Spielern aus der Region sollte ein Neuanfang gewagt werden. Auch aufgrund zahlreicher Langzeitverletzungen bezahlten die Hawks vor allem in der ersten Saisonhälfte oftmals Lehrgeld in der stark besetzten Landesliga und fanden sich schnell im Abstiegskampf wieder. Beendet wurde die Saison schließlich auf Platz zehn (von 14) mit zwölf Punkten Vorsprung auf die Abstiegsränge.
Mit dem Rückzug des ERV Schweinfurt aus der Oberliga Süd und der Eingruppierung in die Landesliga standen in der Spielzeit 2014/15 erstmals nach zehn Jahren wieder Punktspiele gegen den Erzrivalen an. Trotz des deutlich besseren Tabellenstandes der Schweinfurter „Mighty Dogs“ konnte Haßfurt beide Prestigeduelle für sich entscheiden.
| Saisondaten ab 2005 | Saisondaten ab 2005 | Saisondaten ab 2005 | Saisondaten ab 2005 | Saisondaten ab 2005 | Saisondaten ab 2005 | Saisondaten ab 2005 | Saisondaten ab 2005 | Saisondaten ab 2005    | Saisondaten ab 2005 |
| Saison              | Verein              | Liga                | Klasse              | Gruppe              | Platzierung         | PO                  | PD                  | Endplatzierung         | Zuschauer Ø         |
| ------------------- | ------------------- | ------------------- | ------------------- | ------------------- | ------------------- | ------------------- | ------------------- | ---------------------- | ------------------- |
| 2023/24             | ESC                 | Landesliga          | V                   | Nord                | Vizemeister         | BLL                 |                     | Halbfinale             | 720                 |
| 2022/23             | ESC                 | Landesliga          | V                   | Nord                | Meister             | BLL                 |                     | Vizemeister            | 631                 |
| 2021/22             | ESC                 | Landesliga          | V                   | Nord                | Vizemeister         | BLL                 |                     | 3. Platz               | 478                 |
| 2020/21             | ESC                 | Landesliga          | V                   | Nord                | (10. Platz)         | –                   | –                   | 2. Spieltag Saisonende | 200                 |
| 2019/20             | ESC                 | Landesliga          | V                   | Nord                | Meister             | BLL                 |                     | 5. Platz               | 497                 |
| 2018/19             | ESC                 | Landesliga          | V                   | Nord                | 3. Platz            | X                   |                     | 8. Platz C             | 420                 |
| 2017/18             | ESC                 | Landesliga          | V                   | Nord                | Vizemeister         | BYL                 |                     | 4. Gruppe C            | 487                 |
| 2016/17             | ESC                 | Landesliga          | V                   | Nord                | 6. Platz            |                     | X                   | 2. Gruppe C            | 350                 |
| 2015/16             | ESC                 | Landesliga          | V                   | Nord                | 5. Platz            |                     | X                   | 3. Gruppe A            | 289                 |
| 2014/15             | ESC                 | Landesliga          | V                   | Nord                | 10. Platz           |                     |                     | –                      | 375                 |
| 2013/14             | ESC                 | Regionalliga        | I V                 | BYL                 | 16. Platz           |                     | X                   | 4. Gruppe A ↓          | 177                 |
| 2012/13             | ESC                 | Landesliga          | V                   | Nord                | 3. Platz            | BLL                 |                     | 1. Aufstiegsrunde ↑    | 285                 |
| 2011/12             | ESC                 | Landesliga          | V                   | Nord                | 4. Platz            |                     |                     | –                      | 241                 |
| 2010/11             | ESC                 | Landesliga          | V                   | Nord                | 4. Platz            |                     |                     | –                      | 291                 |
| 2009/10             | ESC                 | Landesliga          | V                   | Nord                | Vizemeister         | BLL                 |                     | 4. Gruppe A            | 535                 |
| 2008/09             | ESC                 | Landesliga          | V                   | Nord                | 4. Platz            | BLL                 | –                   | 3. Gruppe B            | 540                 |
| 2007/08             | ESC                 | Landesliga          | V                   | Nord                | Vizemeister         | BLL                 |                     | 5. Platz               | –                   |
| 2006/07             | ESC                 | Landesliga          | V                   | Nord                | Vizemeister         | BLL                 |                     | 2. Gruppe I            | –                   |
| 2005/06             | ESC                 | Bezirksliga         | V I                 | Nord                | Vizemeister         |                     |                     | – ↑                    | –                   |

Quelle: passionhockey.com, rodi-db.de icehockeypage.de Auf-/Abstieg ↑ ↓

## Erfolge
| - Aufstieg in die 1. Eishockey-Liga 1998 - Aufstieg in die 2. Eishockey-Liga 1995 - Bayerischer Vizemeister (4. Liga) 1995 - Aufstieg in die Oberliga 1999 - Aufstieg in die Regionalliga 1992, 1994 - Aufstieg in die Regionalliga (BYL) 2013 - Aufstiegsrunden-Meister zur RL (BYL) 2013 - Bayerischer Vizemeister 1992, 1994 | - Meister Bayernliga Gr. A 1992, 1994 - Aufstieg in die Bayernliga 1990 - Bayerischer Landesliga-Meister 1990 - Meister Bayerische Landesliga Nord 1990, 2020 - Vizemeister Bayerische-Landesliga Gr. 1 (N/O) 2018, 2022 - Vizemeister Bayerische-Landesliga Nord 2007, 2008, 2010 - Aufstieg in die Bayerische-Landesliga 2006 - Vizemeister Bayerische-Bezirksliga Nord 2006 |

## Eissportzentrum
Das überdachte Eissportstadion wurde 1982 unter Verwaltung der Stadt Haßfurt in Betrieb genommen. Es hat 2.500 Plätze, die durch Zusatztribünen auf 3.000 Plätze aufgestockt werden können. Seit 1995 wird es vom Stadtwerk Haßfurt geleitet.